# サランポーン・ランクンガセットリン
サランポーン・ランクンガセットリン（英語：Saranporn Langkulgasettrin、タイ語：ศรัณย์พร  ลางคุลเกษตริน、1999年12月9日 - ）は、タイ王国出身の女子プロゴルファーである。日本女子プロゴルフ協会（JLPGA）ツアーにおける登録名はS.ランクン（英語：S Langkul）。所属は大倉。

## 経歴
9歳から父の手ほどきでゴルフを始める。
2015年、15歳の時にタイ女子プロゴルフ協会（TLPGA）ツアーでプロ転向。
2016年TLPGAツアー「シンサットタイLPGA選手権」優勝、同年賞金女王となる。
2017年中華人民共和国（中国）女子プロゴルフ協会（CLPGA）ツアーに参戦し「珠海ヘリテージ」、「PTTタイランドLPGAマスターズ」を共に優勝、賞金女王となる。
2018年もCLPGAツアーに参戦、「張家港双山クラシック」と「香港女子オープン」で優勝、2年連続で賞金女王となる。同年11月、S.ランクンガセットリン名義で日本女子プロゴルフ協会（JLPGA）ファイナルクォリファイングトーナメントに進出し、32位となる。
2019年からTP単年登録者（後述のJLPGA入会まで）としてJLPGAツアーに参戦、その際「日本人でも発音しやすい名前」にするために登録名を「S.ランクン」にする。その後「第1回リランキング」7位で同ツアー中盤戦の出場資格を得た。同年7月に『ニッポンハムレディスクラシック』で同ツアー初優勝。19歳217日での優勝となり、10代での同ツアー優勝は新垣比菜に次いで13人目であった。この優勝の資格でJLPGA入会を申請し同年9月1日付でJLPGA91期生（インターナショナルプロフェッショナル会員）となる。最終的に賞金ランク31位となり自身初のシード入りを果たす。